# Yasmina (chanteuse)
Pour les articles homonymes, voir Yasmine (prénom).
 (novembre 2011).
Si vous disposez d'ouvrages ou d'articles de référence ou si vous connaissez des sites web de qualité traitant du thème abordé ici, merci de compléter l'article en donnant les références utiles à sa vérifiabilité et en les liant à la section « Notes et références ».
Yasmina, de son vrai nom Skakni Ouiza, est une chanteuse kabyle, originaire d'Izerruden.

## Biographie
Yasmina, de son vrai nom Skakni Ouiza, est née en 1966 à Zerrouda, d'une famille humble, originaire de Tirmitine, en Kabylie. Fille unique, ses parents se séparent alors qu'elle n'a que six mois. Sa grand-mère paternelle la prendra en charge et s'occupera d'elle ; son père étant émigré en France.
Par manque de moyens de locomotion, transport inexistant à l'époque, Yasmina dut interrompre ses études après avoir obtenu avec brio la 6ème,.
Brève et brillante scolarité que Yasmina regrettera juste après. Elle se retrouva à la maison, travailla la terre, récolta les olives, faucha et stocka le foin. Des conditions pénibles qu'elle consent malgré elle.
Mariée très tôt à l'âge de 15 ans, par contrainte, par sa grand-mère et ses oncles.
De cette liaison prématurée, Yasmina eut deux enfants. Elle divorça à l'âge de 20 ans. Situation contrariante que celle d'une divorcée, dans un village conformiste. De sa main, elle doit saisir sa vie et élever ses enfants dont elle eut la garde devant la cour.
Aidée par sa grand-mère qui l'encouragea à rejoindre le domicile parental en France, Yasmina obtint son visa et retrouva son père qui l'hébergea, contrairement à sa volonté, pendant six mois. Car, pour lui, sa fille doit vivre au village.
Yasmina contrainte à quitter le domicile parental et parvenir à régulariser sa situation administrative. 
À la fin de l'année 1987, elle fit la rencontre de grands artistes, Akli Yahiaten et Youcef Abjaoui entre autres ; car entendre Yasmina chanter, on éprouve et adopte aussitôt sa voix. Ils l'aidèrent à faire ses premiers pas et à enregistrer une cassette. 
Elle tenta quelques poésies et parvint à composer les paroles de sa première chanson "Lqaḍi" (Oh ! Juge) qui changera sa vie durant.
En 2006, Yasmina s'est remariée. Elle vivrait actuellement en France,. 

## Carrière musicale
Yasmina déclare[Quand ?] dans une interview avec le journal L’Expression que son désir pour la musique est né lorsqu’elle était toute petite. En 1987, après son divorce, elle part à Paris, France. Elle y rencontre plusieurs artistes dont Akli Yahiatène. Youcef Abjaoui lui permet de monter sur scène pour interpréter une chanson, Allaoua Bahlouli la remarque et lui propose de préparer son premier album,.

Yasmina sort son premier album en 1989, intitulé Lqaḍi (le juge). Depuis, elle a sorti plusieurs albums. Les chansons de Yasmina sont tristes, et évoquent toujours les souffrances qu'elle a vécu dans son enfance et sa jeunesse.

En 2010, Yasmina sort l’album Yemma Hnini, un hommage au chanteur Rahim disparu la même année d’une crise cardiaque. La nouveauté dans cet album est la chanson Fekkuli kyudi ; c’est en effet la première fois, depuis le début de sa carrière, que Yasmina compose et chante une chanson en langue arabe.

## Discographie

### Albums
- 1989 : Lqaḍi (Le juge)
- 1990 : Semmeḥ-iyi zaden-iyi wurfan
- 1991 : Ur ttweḥḥid
- 1992 : Iruḥ win ḥesbeɣ inu
- 1993 : Tiqbayliyin
- 1994 : Ay arraw-iw
- 1998 : Yelli-s n lezzayer
- 1999 : Leɛqel aderwic
- 2003 : Ad ruḥeɣ
- 2004 : Best of VOL 1 C tah in yeblan // Best of VOL 2 C tah in yeblan
- 2005 : Hemlaɣ-k
- 2006 : Ger wul d laeqel
- 2007 : Tiyri
- 2008 : Ṛwaḥ Truḥ
- 2009 : N’mara n tmara I lmut n lwennas?
- 2010 : Yemma ḥnini
- 2012 : Timerga
- 2013 : Isɣi d yisseɣ
- 2014 : Axxam Ajdid
- 2016 : Seg ass-en ar ass-a
- 2016 : Ɛli inu
- 2017 : Ijemεiten-id wul-iw
- 2020 : Amek asen-semmi

## Spectacles publics
- 2007 : à Paris[Où ?].
- 2011 : à Tizi Ouzou[8]

## Sources
- Interview avec le journal L'Expression.